# Pirastro

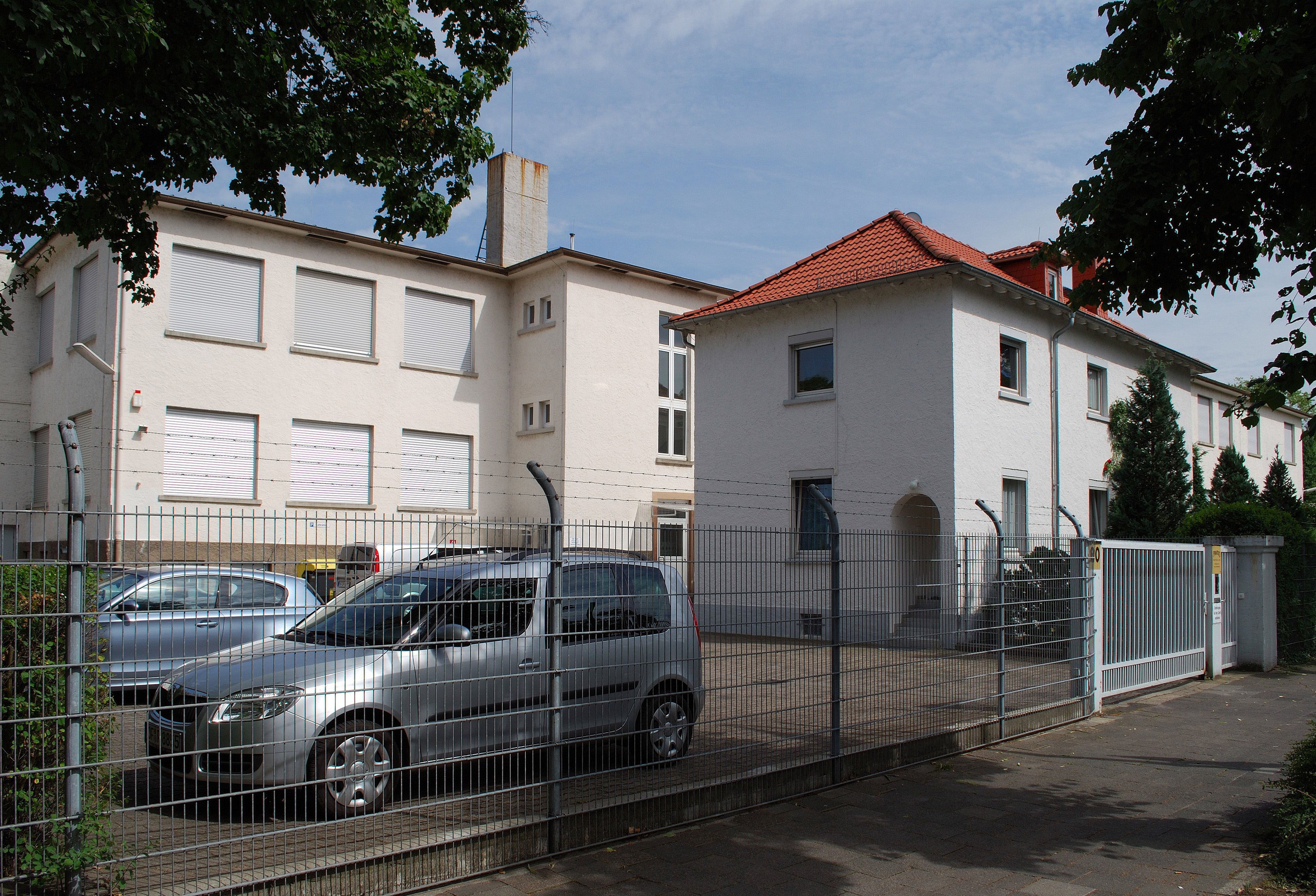
Pirastro Firmengebäude

Die Pirastro GmbH in Offenbach am Main ist ein Hersteller von Saiten und Kolophonien für Streich- und Zupfmusikinstrumente. Das Unternehmen ist seit seiner Gründung ein Familienunternehmen.

## Geschichte
Im Jahr 1798 gründete der aus dem Piemont stammende Kaufmann Giorgio Pirazzi in Offenbach am Main eine Manufaktur zur Herstellung von Saiten für Musikinstrumente. Seine Nachfahren Joseph und Emil Pirazzi leiteten das Familienunternehmen und spielten auch eine wichtige Rolle in der Geschichte der Stadt Offenbach. In den neunziger Jahren des 19. Jahrhunderts entschloss sich Gustav Pirazzi, der das Unternehmen von seinem Vater Gasparro, dem Sohn des Gründers, übernommen hatte, seinen Freund Theodor Strobel als Teilhaber aufzunehmen.
Als später die Firmenleitung auf Gustav Pirazzi übertragen wurde, begann unter dem Firmennamen Gustav Pirazzi & Comp. KG eine umfassende Modernisierung des Unternehmens. 
Seit dem 1. Januar 2002 nennt sich die Firma Pirastro GmbH. Die Firmenleitung liegt heute in den Händen von Eva Müller-Zierach, einer Nachfahrin Gustav Pirazzis.

## Produkte
Produziert werden nach wie vor PEEK-, Nylon-, Darm- und Stahlsaiten für Violine, Viola, Cello und Bass, darauf abgestimmte Kolophonien sowie Nylon-, Darm- und Stahlsaiten für die Harfe. Die Produktion erfolgt inzwischen mit 150 Mitarbeitern an zwei Standorten. Pirastro stellt die Saiten auf selbstentworfenen, computergestützten Maschinen her.
Beispiele von Pirastroprodukten sind die Darmsaiten Passione, Oliv, Eudoxa und Chorda, die synthetisch hergestellten Saiten Evah Pirazzi, Obligato, Violino, Wondertone Solo sowie Tonica und die Stahlsaiten Flexocor Permanent, Piranito und Chromcor.